# パトリック・スター
パトリック・スター（英: Patrick Star）とはテレビアニメ『スポンジ・ボブ』に登場するヒトデのキャラクターであり、スポンジ・ボブの親友、ザ・パトリック・スター・ショーの主人公である。
苗字のスターはヒトデにちなんでいる。
マヌケでドジばかりだが、スポンジ・ボブを兄弟のように大事にしている。食べることと寝ることが大好き。
キャラクターはステファン・ヒレンバーグによって考案され、初出は1999年5月1日に放送されたパイロット版「バイト募集中」である。彼は、頭が悪く常識に疎いため、時折親友のスポンジ・ボブをトラブルに巻き込む。一方で、ボートの運転が得意(77話)だったり芸術的センスがあったり(158話)する。
体の色はピンクで、太った体をしている。性格はのんびり屋で食いしん坊。一人称は「オイラ」。普段はボケ役だが、真面目になるとツッコミもする。
パトリックは批評家やファンからもよい印象を受けている。
彼はまた、2004年の長編映画「スポンジ・ボブ/スクエアパンツ ザ・ムービー」と2015年の映画「スポンジ・ボブ 海のみんなが世界を救Woo!」でも活躍している。

## 説明
スポンジ・ボブの親友のヒトデ。イカルドの隣にある岩の下に住んでいる。体の色はピンク（淡いマゼンタ）で、太った体をしている。性格はのんびり屋で食いしん坊。一人称は「おいら」（DVDの字幕では「オイラ」だが、稀に「僕」も使う)。普段はボケ役だが、真面目になるとツッコミもする。
『バイト募集中』では、普通に常識人だったが、話によっては、頭は かなり悪い事が多く、字の読み書きが苦手で、鉛筆を使うとき「字が出ない」と言ったり、自分でたった今食べたにもかかわらず、自分のお菓子を「スポンジ・ボブが盗った！」と思ったり、スポンジ・ボブから「僕のズボンの形はなんでしょう?」と言われても分からなかったり、遊園地の乗り物の制御装置をスポンジ・ボブと勘違いしたり、ドライシーバーを使うときに中に閉じ込められたりして「今助けに行くから！」と言って壊したりなどかなり酷い。
上述ののんびり屋な部分も災いして事態を悪化させることもしばしば。本人曰く頭の悪さは「その時にもよる」（『テレビ出演』）。また、話によっては、親友の「スポンジ・ボブ」の名前を忘れてしまう事があり、その際は「あの黄色い奴」と呼んでおり、イカルドの事を「親友のイカルド」と呼んでいた（『甲羅取りゲーム』）という事もあれば、電話での会話中に「自分の名前」を忘れていた上に、「スポンジ・ボブ・スクエアパンツ」とフルネームでスポンジ・ボブが教えてあげると、ようやく理解する事もあった（『ノックしてるのはだぁれ？』）。反対に「イカルドの事」を完全に「初対面の人」と勘違いしながら忘れていて、スポンジ・ボブの事は 普通に覚えている事もある（『クラゲ・コンベンション』）。という程の、お隣さんの事さえも忘れてしまう事もある 頭の悪さを見せる事もある。スポンジ・ボブとイカルドと同様に、パトリックの脳みそは、取り外しが可能であり、脳みそのサイズも小さく描写されることが多い。また、パトリックの脳みそが、普通に手足と口がある生き物として登場する事もあった際は、パトリックと同様に マヌケで のんびり屋の性格だった脳みそ君だったが、一時的にパトリックが 哲学者のような天才になれた時に、脳みそ君も頭が良くなった事がある。しかし最終的に、パトリックが マヌケな性格に戻ったら、脳みそ君も、元通りの性格に戻ってしまった（『図書室ってなあに？』）。
また、ヒトデゆえに、腕が取れても すぐに新しく生える事が判明している（『カラテ・スター』）。更には、自分で 頭を簡単に取り外す事も可能（『グローブワールドからの脱出』）。
なお、『劇場版2』では 歩き疲れた時に「足が痛い」と言うが、スポンジ・ボブに「足なんて無いだろ？」と言われており、両足があるはずなのに 足が無い扱いを受けていた。
「最も役に立たない男」としてトロフィーを貰ったことがある。スポンジ・ボブ曰く「何もできないことの達人」（『いとこのスタンリー』）。普段は、自宅である 岩の家ではテレビを見たり、昼寝をしたり、スポンジ・ボブと遊んだりしている。食べ物などはスポンジ・ボブからもらっている描写がある。
家の家具は全て砂でできているため、他人がパトリックの家に居候することは まともにできない。しかし、砂で出来ていても、テレビは普通に映る（『テレビ出演』『木の逆襲』など）。更には、砂で出来ている「ビデオデッキ」で、本物の「VHSビデオテープ」の再生も可能であり、私生活では役に立っている（『悪者クラブ』）。
なお、パトリックの家は、実は「30年間」も寝坊してしまった 黄色いカメの男『トニー』の甲羅であり、同時に「トニーの家」だったという事実が、『甲羅取りゲーム』にて判明している。なので、本来は緑色の甲羅なのだが、トニーが30年も寝ている間に付いてしまった、臭くて分厚い汚れのせいで、すっかり茶色になってしまったという事も判明している。しかし現在でも、パトリックは ここに住み続けている（トニーが、その後どこへ行ってしまったかは不明）。
なお、パトリックは、スポンジ・ボブと違い、見知らぬ女性が出てきたりした場合は 恋愛意識を抱く傾向にある。『劇場版1作目』では、ネプチューン王の娘の「ミンディ姫」の事を「何てキュートな娘なんだろう！」「可愛いすぎる！」と 高く評価して、惚れてしまった。
時々スポンジ・ボブに助言したりアドバイスをしたりすることがあるが、大抵役に立たないことばかりである。適切な意見を言った場合、自分でも意味が分からない。カーニやイカルドからは頭の悪さを呆れられていることが多いが、スポンジ・ボブは例外であり、困った時などに彼に相談したり助けてもらうことも珍しくない。怒ると非常に恐く、暴走して周囲に迷惑をかけるが、ナイーブなところもある。
無職だが、アルバイトをしたり、働く事もある（※『フライ料理選手権』ではフライ料理選手権に出たいがために、エサバケツ亭で働いたことがある）（※『あぶない警備員』では、博物館の「なんでもミュージアム」で、警備員になって働いて、スポンジ・ボブを「自分のアシスタント警備員」にして仲良く働いて、警備員をしながら博物館の案内をした）。カニカーニの従業員として 何度か働いた事もある。
また、パトリックは たくさんの免許を持っていて、「トラクターの免許」と「釣りの免許」と「結婚許可証」を持っており、他にも何枚かの免許証を持参していたが、何の免許なのかは明かされなかった（『農場のダンスパーティー』）。更に、スポンジボブと違って「ボートカー（※スポンジボブの世界の自動車）の免許」を持っている。特にスゴイのが、『58回目の運転免許試験』では、見事に「100万人目の運転免許試験の合格者」となる事が出来て、最新式の「最高級ボートカー『バスブラスター3000』」が贈られた事があるという事。この最高級ボートカーが『良いドライバーと悪いドライバー』でも再登場を果たしたが、以前とは少しデザインが変更されて、炎をモチーフにした模様のデザインも変わり、ボディーも 更に長くなり、リニューアルされていた。サングラスに 薄紫色のシャツを着ながら、無言でクールに運転しており、相変わらず運転は 得意な上に、この話でも、まだ自分の愛車として所持していた事が判明した。
普段の性格とは裏腹に、実は 隠れた才能の持ち主でもあり、知恵と勘が冴える所も多々あり、たまに 哲学的な事を言う所もあり、意外と頭が良いと言える所もある。
また、怪力でパワフル な所があり、『サンディの手ごわい姪っ子たち』では、とても怪力の「姪っ子3姉妹」と、互角に「アームレスリング」対決したり、『歯の妖精』では、軽々と「ボートカー」を 両手で持ち上げて 投げてしまったり、『ママとパパの大騒ぎ』では、「レスリング場」にて、謎の覆面レスラーの「エル・ムエルテ」として登場しており、得意な怪力パワーを いかして、自慢の「ヒップドロップ」も披露しながら戦う など、スポンジ・ボブよりも強いパワーの持ち主。
また、『ボクらはスパイ』や『ママとパパの大騒ぎ』では、「2人のパトリック」が 同じ画面に 同時に映る場面がある。『カラテ・スター』でも「2人のパトリックが同時に登場」した際には、パトリックが「ヒトデは 外れた腕から新しい体を作るんだ！」と スポンジ・ボブに説明していたので、ヒトデならではの習性で、増える事が可能だと明かされている。
一応今作の準主人公として扱われているが、彼が登場しない回がいくつかあり、イカルドよりも登場話数が少ない。

## キャラクター

### 作成とデザイン
ステファン・ヒレンバーグは子供の頃から海に魅了され、また、芸術の才能を伸ばし始めた。大学では海洋生物学と芸術を専攻した。1984年に卒業した後、海洋教育機関であるオーシャンインスティテュート（英語版）に参加し、後に「スポンジ・ボブ」の制作につながったThe Intertidal Zoneという漫画を作った。 1987年、ヒレンバーグはアニメーションのキャリアを追求するために退職した。
数年間カリフォルニア芸術大学で実験的なアニメーションを勉強した後、ヒレンバーグはアニメーションフェスティバルで、『ロッコーのモダンライフ』のクリエイターであるジョー・マレー（英語版）に会った。マレーはヒレンバーグにシリーズのディレクターとしての仕事を提供した。『ロッコーのモダンライフ』の作家の1人であるマーティン・オルソン（英語版）は、The Intertidal Zoneを読み、ヒレンバーグに同様のコンセプトのテレビシリーズを制作するように勧めた。その時点で、ヒレンバーグは自分のシリーズを制作することを考えていなかったが、すぐにこれがチャンスであることに気付いた。『ロッコーのモダンライフ』の制作が1996年に終了した直後、ヒレンバーグはスポンジ・ボブに取り組み始めた。
番組のキャラクターについては、ヒレンバーグはコミックからキャラクターのデザイン（ヒトデ、カニ、スポンジなど）を描き、使用し始めた。彼はパトリックのことを「おそらく町で最も馬鹿な男」と表現した。彼は、動物の自然を体現するヒトデとして考案された。
ヒレンバーグによれば、ヒトデは「愚かでゆっくり」に見えるが、実際にはパトリックのように「非常に活発で攻撃的」だと言っている。ヒレンバーグは、「ユーモラスな状況や登場人物とその欠点について」を強調するために、話題のユーモアではなく登場人物のコメディーを番組に取り入れた。
普段は良い心を持っているように描かれているにもかかわらず、パトリックはいくつかのエピソードでかんしゃくを持っていることがわかっている。パトリックの感情的な爆発は、もともと、スポンジボブとサンディがパトリックにバレンタインデーの贈り物を贈ろうとする最初のシーズンのエピソード「バレンタインデー」のためにのみ書かれており、一度だけのものになるはずだった。しかし、エピソードライターのジェイレンダーによれば、「その番組が戻ってきたとき、彼の暗い面がいたるところに現れ始めたのは正しかった。あなたはあなたが望むすべてを前もって計画することができるが、キャラクターは結局彼らが誰かを告げる」と語った。

### 声優
原語版のパトリックの声は俳優のビル・ファーガーバッケが演じている。彼は、パトリック以外にも多くのキャラクターの声を担当している。

## メディア展開
パトリックは、ボードゲーム、コミックブック、キーホルダー、ぬいぐるみ、トレーディングカード、ビデオゲームなど、他のスポンジ・ボブ関連のメディアにも出演している。
パトリックは、スポンジ・ボブの最初の長編映画化である『スポンジ・ボブ/スクエアパンツ ザ・ムービー』で主要な役割を担っている。この映画は2004年11月19日に公開され、世界的に1億4,000万ドルを超える経済的成功を収めた。
また、2015年に公開された 『スポンジ・ボブ 海のみんなが世界を救Woo!』では、パトリックは（スポンジボブ、イカルド、カーニ、サンディ、プランクトンと共に）ライブアクションシーンで（CGIを使用して）3Dになる。この映画でパトリックはアイスクリームを操るスーパーマンに変身する。